# (14959) TRIUMF
(14959) TRIUMF (1996 JT3) – planetoida z pasa głównego asteroid okrążająca Słońce w ciągu 3,84 lat w średniej odległości 2,45 j.a. Odkryta 9 maja 1996 roku.